# دفتر ملی بایگانی و مدارک آمریکا

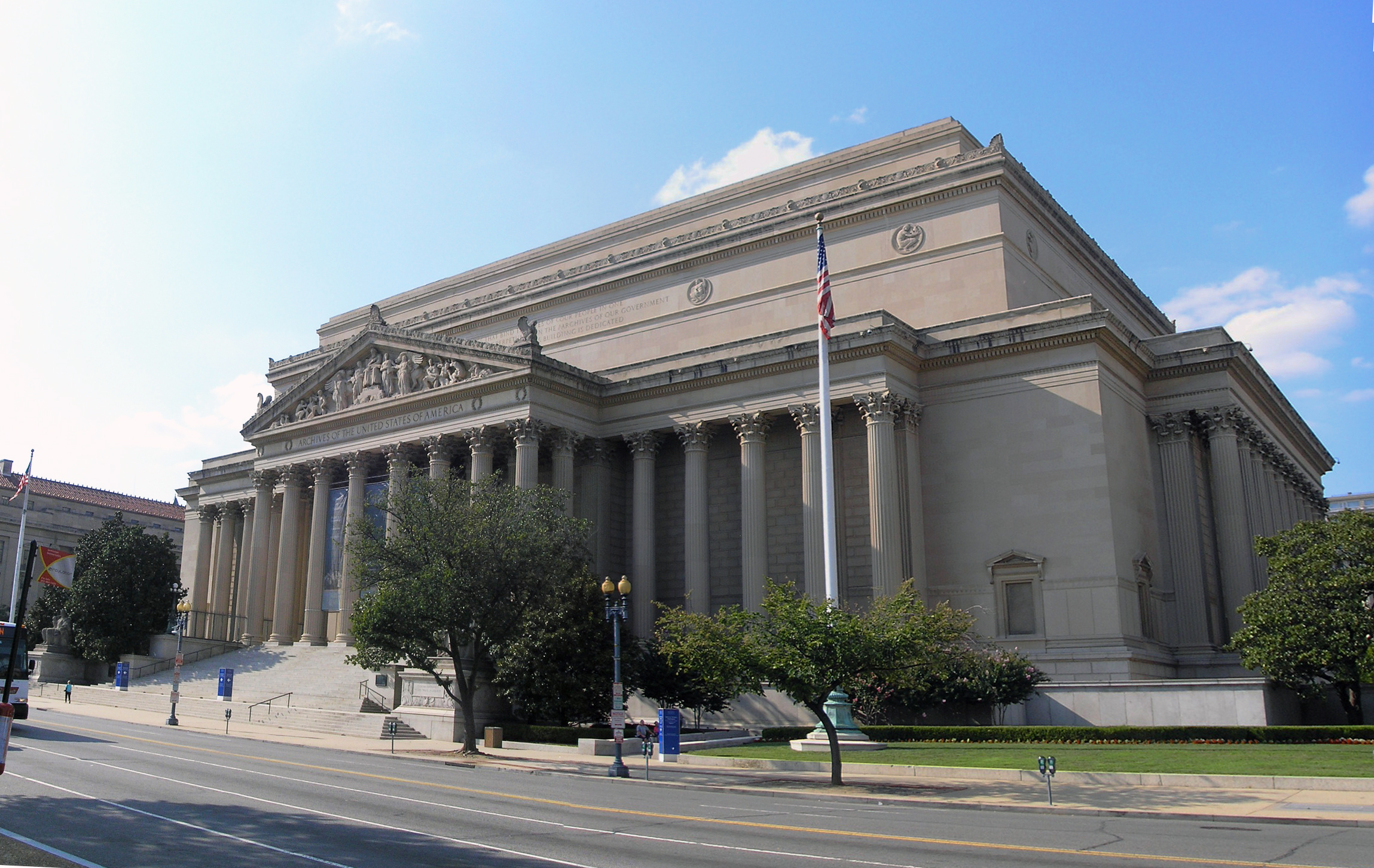
نمای ساختمان نارا از سوی خیابان کانستیتیوشِن (قانون اساسی).

دفتر ملی بایگانی و مدارک آمریکا (به انگلیسی: National Archives and Records Administration) یا نارا (مخفف NARA)، مرکز اسناد ملّی ایالات متحده آمریکا است.
این دفتر یک بنیاد مستقل فدرالی در آمریکا است که ساختمان آن در واشینگتن، دی. سی. قرار گرفته است.